# Туганов, Михаил Николаевич
Михаи́л Никола́евич Туга́нов (1900—1974) — советский цирковой артист, наездник и режиссёр. Народный артист РСФСР (1958). Участник Великой Отечественной войны. Член ВКП(б) с 1942 года.

## Биография
Михаил Туганов родился 2 августа 1900 года во Владикавказе.
В 1922 году поступает на обучение к А.Т. Кантемирову. В 1925 году набирает свою труппу наездников. Создатель и участник Конного аттракциона и Донского казачьего ансамбля.
В годы Великой Отечественной войны ансамбль во главе с Тугановым добровольно ушёл на фронт. Михаил Туганов и его труппа прошли всю войну, и встретили Победу в Берлине. Первое выступление русских артистов в Берлине состоялось 2 мая 1945 года, у стен рейхстага. Ансамбль Михаила Туганова выступал вместе с прославленной певицей Лидией Руслановой. Труппа Михаила Туганова была награждена боевыми орденами.

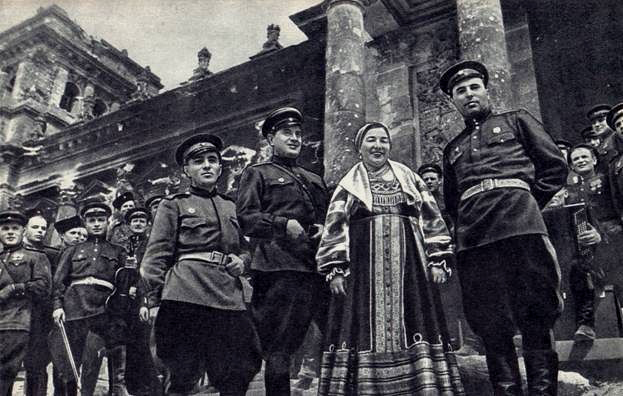
Майор М. Туганов и заслуженная артистка РСФСР Л. Русланова (в центре) с участниками ансамбля у здания рейхстага. Берлин, 2 мая 1945

В послевоенные годы Туганов активно занимался постановкой номеров. Он поставил конную пантомиму «О чём звенят клинки», конную сюиту «На Дону», аттракцион «Джигиты Северной Осетии».
В 1963 году оставил манеж и перешёл на режиссёрскую работу.
В 1965 году поставил тематическую программу «Конный цирк», объединивший свои, наиболее известные, конные номера.
Неоднократно представлял СССР за рубежом, и получал призы.
Воспитал большую группу учеников, в том числе свою дочь, наездницу и дрессировщицу, народную артистку РСФСР Дзерассу Туганову, которая с 1962 года возглавляет труппу наездников «Иристон».
Михаил Николаевич Туганов скончался 4 мая 1974 года в Москве. Похоронен на Ваганьковском кладбище.

### Семья
- дочь — Дзерасса Туганова, артистка цирка, народная артистка РСФСР.
- зять — Валерий Денисов, артист цирка, наездник-джигит, заслуженный артист РСФСР.

## Награды
- Народный артист РСФСР (1958);
- Заслуженный артист РСФСР (1947);
- Орден Красного Знамени;
- Орден Трудового Красного Знамени (1939)[2];
- Два ордена Отечественной войны I степени;
- Медали.